# FIVB World Tour 2010 der Frauen
Die FIVB World Tour 2010 der Frauen bestand aus 15 Beachvolleyball-Turnieren, von denen sechs als Grand Slam und die anderen neun als Open ausgetragen wurden.

## Turniere

### Brasilia Open (19. bis 24. April)
| Platz | Team                                          |
| ----- | --------------------------------------------- |
| 1     | Larissa França / Juliana Felisberta Silva     |
| 2     | Sara Goller / Laura Ludwig                    |
| 3     | Maria Clara Salgado Rufino / Carolina Solberg |
| 4     | Jennifer Kessy / April Ross                   |
| 5     | Emilia Nyström / Erika Nyström                |
| 5     | Brooke Niles / Lisa Rutledge                  |
| 7     | Xue Chen / Zhang Xi                           |
| 7     | Barbara Hansel / Sara Montagnolli             |

Wie schon im Vorjahr, startete die Tour der Frauen auch 2010 im April in der Hauptstadt Brasiliens. Da die mehrfache deutsche Volleyballerin des Jahres Angelina Grün mit ihrer Partnerin Rieke Brink-Abeler bereits in der Country Quota scheiterte und ihre Bezwingerinnen Hüttermann/Schumacher sowie Köhler/Sude nicht die Qualifikation überstanden, erreichten von den deutschen Paaren neben den gesetzten Sara Goller und Laura Ludwig nur Laboureur/Lehmann als Lucky Loser das Hauptfeld, nach zwei Niederlagen belegten sie den geteilten 25. Platz. Besser machte es die Paarung von Hertha BSC. Nach Siegen über die US-amerikanische Doppelolympiasiegerin Misty May-Treanor und Nicole Branagh im Achtelfinale, die brasilianischen Vizeweltmeisterinnen Larissa França und Juliana Felisberta Silva im Viertelfinale und deren Landsfrauen Maria Clara und Carol im Halbfinale standen Goller/Ludwig zum zweiten Mal in ihrer Karriere in einem Finale der World Tour. Gegnerinnen waren die bereits bezwungenen Larissa und Juliana, die das Endspiel über die Loserrunde erreicht hatten. Im zweiten deutsch-brasilianischen Duell in diesem Turnier behielten die Südamerikanerinnen die Oberhand, Dritte wurden Maria Clara und Carol nach einem Sieg über die amtierenden Weltmeisterinnen Kessy und A. Ross.

### Shanghai Open (4. bis 9. Mai)
| Platz | Team                                      |
| ----- | ----------------------------------------- |
| 1     | Jennifer Kessy / April Ross               |
| 2     | Larissa França / Juliana Felisberta Silva |
| 3     | Maria Antonelli / Talita Antunes          |
| 4     | Misty May-Treanor / Nicole Branagh        |
| 5     | Angela Akers / Tyra Turner                |
| 5     | Xue Chen / Zhang Xi                       |
| 7     | Kristýna Kolocová / Markéta Sluková       |
| 7     | Geeske Banck / Anja Günther               |

Neuauflage des Finals der Weltmeisterschaft 2009: Wie in Stavanger hießen die Siegerinnen in China Jennifer Kessy und April Ross gegen Larissa und Juliana. Auch im Spiel um den dritten Platz das Duell Brasilien gegen die Vereinigten Staaten. Die Bronzemedaille sicherten sich die Südamerikanerinnen Antonelli und Talita gegen May-Treanor-Branagh. Beste Deutsche wurden Geeske Banck und Anja Günther auf dem siebten Platz, Goller/Ludwig schieden ohne Sieg frühzeitig aus und wurden nur 25.

### Foro Italico Beach Volley Grand Slam in Rom (17. bis 22. Mai)
| Platz | Team                                      |
| ----- | ----------------------------------------- |
| 1     | Jennifer Kessy / April Ross               |
| 2     | Sara Goller / Laura Ludwig                |
| 3     | Maria Antonelli / Talita Antunes          |
| 4     | Misty May-Treanor / Nicole Branagh        |
| 5     | Larissa França / Juliana Felisberta Silva |
| 5     | Xue Chen / Zhang Xi                       |
| 5     | Doris Schwaiger / Stefanie Schwaiger      |
| 5     | Katrin Holtwick / Ilka Semmler            |

Nachdem Larissa und Juliana beim ersten Grand Slam der Saison noch ihre Vorrundengruppe dominiert hatten, war im Viertelfinale Endstation gegen ihre Landsfrauen Antonelli und Talita. Die beiden Brasilianerinnen scheiterten jedoch im nächsten Spiel an Sara Goller und Laura Ludwig, im anderen US-amerikanischen Halbfinale besiegten die amtierenden Weltmeisterinnen die amtierende Olympiasiegerin Misty May-Treanor und ihre Partnerin Nicole Branagh. Jennifer Kessy und April Ross gewannen auch das Spiel gegen Goller/Ludwig, die damit in ihrem dritten Finale ihre dritte Niederlage hinnehmen mussten. Im amerikanischen Duell um die Bronzemedaille behielten die Frauen aus dem Süden des Kontinents die Oberhand gegen ihre Konkurrentinnen aus dem Norden.

### Seoul Open (25. bis 30. Mai)
| Platz | Team                                          |
| ----- | --------------------------------------------- |
| 1     | Larissa França / Juliana Felisberta Silva     |
| 2     | Angela Akers / Tyra Turner                    |
| 3     | Jennifer Kessy / April Ross                   |
| 4     | Maria Antonelli / Talita Antunes              |
| 5     | Sara Goller / Laura Ludwig                    |
| 5     | Doris Schwaiger / Stefanie Schwaiger          |
| 7     | Maria Clara Salgado Rufino / Carolina Solberg |
| 7     | Ângela Lavalle / Vanilda Leão                 |

Kein deutsches Team konnte sich aus der Qualifikation bis ins Hauptfeld vorkämpfen, in dem Geeske Banck und Anja Günther nach einem Sieg den 17. Platz erreichten, Katrin Holtwick und Ilka Semmler belegten nach zwei Erfolgen den 13. Rang. Trotz einer frühen Niederlage in der zweiten Runde kamen Laura Ludwig und Sara Goller ins Viertelfinale, dort war jedoch Endstation gegen ihre Bezwinger im Finale von Rom. Jennifer Kessy und April Ross scheiterten ihrerseits an Larissa und Juliana, die auch im Finale gegen die andere US-amerikanische Paarung Angela Akers und Tyra Turner gewinnen konnten und sich damit ihren zweiten Titel der Saison sicherten. Die Bronzemedaille erhielten Kessy und A. Ross nach einem Sieg über Talita und Antonelli.

### Grand Slam in Moskau (7. bis 13. Juni)
| Platz | Team                                          |
| ----- | --------------------------------------------- |
| 1     | Xue Chen / Zhang Xi                           |
| 2     | Jennifer Kessy / April Ross                   |
| 3     | Larissa França / Juliana Felisberta Silva     |
| 4     | Maria Antonelli / Talita Antunes              |
| 5     | Angela Akers / Tyra Turner                    |
| 5     | Sara Goller / Laura Ludwig                    |
| 5     | Misty May-Treanor / Nicole Branagh            |
| 5     | Maria Clara Salgado Rufino / Carolina Solberg |

In der Country Quota setzten sich Angelina Grün/Rieke Brink-Abeler zunächst gegen Julia Sude/Jana Köhler durch und anschließend gegen Claudia Lehmann/Chantal Laboureur, die zweite Runde der Hauptqualifikation war jedoch Endstation für die ehemalige Hallennationalspielerin und ihre Partnerin. In den Gruppenspielen der Hauptrunde ereilte Banck/Günther nach drei Niederlagen das Aus, Holtwick/Semmler erreichten das Achtelfinale, zogen dort im deutschen Duell gegen Sara Goller und Laura Ludwig den Kürzeren, die sich anschließend zum dritten Mal in Serie den amtierenden Weltmeisterinnen geschlagen geben mussten. Kessy/A. Ross und zum ersten Mal in dieser Saison Xue Chen / Zhang Xi aus China konnten sich in den Halbfinals gegen brasilianische Paare durchsetzen. Das südamerikanische Duell um den dritten Platz entschieden die topgesetzten Larissa und Juliana gegen Talita und Antonelli für sich, das Finale gewannen die Asiatinnen gegen die US-Amerikanerinnen.

### Grand Slam in Stavanger (28. Juni bis 3. Juli)
| Platz | Team                                      |
| ----- | ----------------------------------------- |
| 1     | Larissa França / Juliana Felisberta Silva |
| 2     | Maria Antonelli / Talita Antunes          |
| 3     | Misty May-Treanor / Nicole Branagh        |
| 4     | Hana Klapalová / Lenka Háječková          |
| 5     | Sanne Keizer / Marleen Van Iersel         |
| 5     | Marloes Wesselink / Madelein Meppelink    |
| 5     | Simone Kuhn / Nadine Zumkehr              |
| 5     | Xue Chen / Zhang Xi                       |

In der Country Quota scheiterten Laboureur/Lehmann an Köhler/Sude und Banck/Günther an Brink-Abeler/Grün, beide Siegerteams konnten sich auch in der Qualifikation durchsetzen, schieden jedoch in den Gruppenspielen mit je drei Niederlagen aus. Holtwick/Semmler erreichten wie schon in Moskau den geteilten 13. Platz. Durch zum Teil überraschende Ergebnisse in den Vorrundengruppen kam es schon im Achtelfinale zu den Begegnungen der Nummer Eins Larissa/Juliana gegen die Nummer Zwei Jennifer Kessy/April Ross und der Nummer Drei Talita/Antonelli gegen die Nummer Vier Sara Goller und Laura Ludwig. Beide brasilianischen Teams gewannen ihre Partien und trafen sich nach weiteren Siegen im Finale wieder. Zum dritten Mal im Jahr 2010 gewannen Larissa/Juliana die Goldmedaille, der Bronzerang ging an May-Treanor/Branagh, die sich im kleinen Finale gegen die Tschechinnen Klapalova/Hajeckova durchsetzten.

### Grand Slam in Gstaad (5. bis 10. Juli)
| Platz | Team                                          |
| ----- | --------------------------------------------- |
| 1     | Larissa França / Juliana Felisberta Silva     |
| 2     | Sara Goller / Laura Ludwig                    |
| 3     | Xue Chen / Zhang Xi                           |
| 4     | Maria Antonelli / Talita Antunes              |
| 5     | Bibiana Candelas / Mayra García               |
| 5     | Maria Clara Salgado Rufino / Carolina Solberg |
| 5     | Emilia Nyström / Erika Nyström                |
| 5     | Katrin Holtwick / Ilka Semmler                |

Mit den gleichen Ergebnissen in den gleichen Paarungen wie in Stavanger endete die deutsche Country Quota, allerdings mit dem Unterschied, dass sich die Siegerinnen in der Qualifikation nicht durchsetzen konnten. Die beiden gesetzten deutschen Paare waren erfolgreicher und trafen im Viertelfinale aufeinander. Die unterlegenen Katrin Holtwick und Ilka Semmler belegten zum zweiten Mal in dieser Saison den geteilten fünften Platz, die Siegerinnen Sara Goller und Laura Ludwig erreichten nach einem weiteren Sieg über die Chinesinnen Xue Chen / Zhang Xi das Finale, das sie auch im vierten Anlauf nicht gewinnen konnten. Diesmal scheiterten die Hamburgerinnen wie schon in Brasilien an Larissa und Juliana, die damit beim siebten Turnier der Saison schon zum vierten Mal erfolgreich waren.

### World Series 13 Marseille (19. bis 25. Juli)
| Platz | Team                                 |
| ----- | ------------------------------------ |
| 1     | Maria Antonelli / Talita Antunes     |
| 2     | Doris Schwaiger / Stefanie Schwaiger |
| 3     | Barbara Hansel / Sara Montagnolli    |
| 4     | Sanne Keizer / Marleen Van Iersel    |
| 5     | Sara Goller / Laura Ludwig           |
| 5     | Jennifer Kessy / April Ross          |
| 7     | Xue Chen / Zhang Xi                  |
| 7     | Kristýna Kolocová / Markéta Sluková  |

Köhler/Sude setzten sich wie Brink-Abeler/Grün sowohl in der Country Quota als auch in der Qualifikation durch, konnten allerdings keins ihrer beiden Spiele im Hauptfeld für sich entscheiden. Im Gegensatz dazu gewannen die mehrmalige Volleyballerin des Jahres und ihre beacherfahrene Partnerin zum ersten Mal überhaupt gemeinsam ein Spiel in der Hauptrunde der World Tour und belegten wie ihre Landsfrauen Geeske Banck/Anja Günther und weitere sechs Paare den 17. Platz. Goller/Ludwig starteten mit drei Siegen in das Turnier, verloren jedoch anschließend gegen die schwächer eingeschätzten Teams aus den Nachbarländern Niederlande (Keizer/Van Iersel) und Österreich (Hansel/Montagnolli) und wurden Fünfte. Mit den Schwaiger Schwestern erreichte ein weiteres Team aus der Alpenrepublik sogar das Finale, verlor dieses jedoch gegen die Brasilianerinnen Talita und Antonelli, die durch diesen Sieg ihre erste Goldmedaille in dieser Saison erhielten. Im Spiel um den dritten Platz behielten Hansel und Montagnolli über die Niederländerinnen die Oberhand, sodass zum ersten Mal zwei österreichische Teams auf dem Siegerpodest standen.

### Grand Slam in Klagenfurt (26. bis 31. Juli)
| Platz | Team                                            |
| ----- | ----------------------------------------------- |
| 1     | Larissa França / Juliana Felisberta Silva       |
| 2     | Vivian Cunha / Taiana Lima                      |
| 3     | Sara Goller / Laura Ludwig                      |
| 4     | Barbara Hansel / Sara Montagnolli               |
| 5     | Doris Schwaiger / Stefanie Schwaiger            |
| 5     | Maria Antonelli / Talita Antunes                |
| 5     | Jennifer Kessy / April Ross                     |
| 5     | Cristine Santanna / Andrezza Martins das Chagas |

Die gegen Brink-Aberler/Grün in der Country Quota erfolgreichen Köhler/Sude und Laboureur/Lehmann, die Banck/Günther besiegt hatten, scheiterten jeweils in der zweiten Qualifikationsrunde. Im Hauptfeld trafen die beiden verbliebenen deutschen Paare in der Gruppe E aufeinander. Die unterlegenen Katrin Holtwick und Ilka Semmler qualifizierten sich zwar für die Runde der letzten 24 Paare, verloren jedoch anschließend gegen die an Position Zwei gesetzten Brasilianerinnen Antonelli und Talita. Das siegreiche Team des innerdeutschen Duells Goller/Ludwig stand nach zwei weiteren Poolerfolgen sowie einem Sieg in der zweiten Runde über die Salgada-Schwestern Maria-Clara und Carol und einem Erfolg im Viertelfinale über die Bezwingerinnen von Holtwick/Semmler in der Runde der letzten Vier. Dort trafen die Hamburgerinnen auf die topgesetzten Larissa und Juliana, die Jennifer Kessy und April Ross besiegen konnten. Das andere Halbfinale erreichten Hansel/Montagnoli, die im Viertelfinale ihre österreichischen Landsfrauen Schweiger/Schweiger besiegt hatten, und die Brasilianerinnen Vivian Cunha und Taiana Lima, die sich aus der Country quota vorgekämpft hatten. Beide südamerikanischen Duos setzten sich durch, das Finale gewannen die Favoritinnen und sicherten sich damit ihre bereits fünfte Goldmedaille im Jahr 2010. Im Spiel um den dritten Platz besiegten die Deutschen das Team aus dem Land des Gastgebers.

### Mazuri Grand Slam in Stare Jabłonki (2. bis 7. August)
| Platz | Team                                        |
| ----- | ------------------------------------------- |
| 1     | Larissa França / Juliana Felisberta Silva   |
| 2     | Xue Chen / Zhang Xi                         |
| 3     | Maria Antonelli / Talita Antunes            |
| 4     | Barbara Hansel / Sara Montagnolli           |
| 5     | Emilia Nyström / Erika Nyström              |
| 5     | Doris Schwaiger / Stefanie Schwaiger        |
| 5     | Kristýna Kolocová / Markéta Sluková         |
| 5     | Jekaterina Chomjakowa / Anastassija Wassina |

Während Geeske Banck und Anja Günther nach einem Freilos in der Country Quota an der Qualifikation scheiterten, setzten sich dort die zuvor gegen Brink-Abeler/Grün erfolgreichen Jana Köhler und Julia Sude durch. In der Poolrunde setzten sich von den deutschen Teams lediglich Goller/Ludwig mit einem zweiten Platz durch, während Holtwick/Semmler und Köhler/Sude als jeweils Gruppenvierte ausschieden. Nach einer glatten 0:2-Niederlage gegen die Chinesinnen Xue Chen / Zhang Xi landeten Goller/Ludwig auf Platz neun. Turniersieger wurden erneut die Brasilianerinnen Larissa/Juliana. Sie besiegten im Finale die Chinesinnen Xue Chen und Zhang Xi, die Bronzemedaille sicherten sich Maria Antonelli und Talita Da Rocha Antunes gegen die Österreicherinnen Barbara Hansel und Sara Montagnolli.

### Kristiansand Open (9. bis 14. August)
| Platz | Team                                          |
| ----- | --------------------------------------------- |
| 1     | Larissa França / Juliana Felisberta Silva     |
| 2     | Xue Chen / Zhang Xi                           |
| 3     | Maria Clara Salgado Rufino / Carolina Solberg |
| 4     | Jennifer Kessy / April Ross                   |
| 5     | Angelina Grün / Rieke Brink-Abeler            |
| 5     | Hana Klapalová / Lenka Háječková              |
| 7     | Huang Ying / Yue Yuan                         |
| 7     | Liesbet Van Breedam/Liesbeth Mouha            |

Die europäischen Top-Teams waren in Norwegen nicht am Start, da zur gleichen Zeit die Beachvolleyball-Europameisterschaften in Berlin stattfanden. In der Country Quota wurden Karla Borger und Britta Büthe von Katharina Schillerwein und Marika Steinhauff besiegt. Während die beiden ebenso wie Laboureur/Lehmann in der zweiten Runde der Qualifikation scheiterten, erreichten Angelina Grün und Rieke Brink-Abeler das Hauptfeld, gewannen dort weitere fünf Partien bei nur einer Niederlage, mussten jedoch das Spiel um den Einzug ins Halbfinale gegen die aktuellen Weltmeisterinnen Kessy und Ross wegen einer Verletzung von Brink-Abeler absagen. Mit dem fünften Platz im Gesamtklassement erreichten sie ihre bis dahin beste gemeinsame Platzierung bei der Tour. Die für das Hauptfeld gesetzten Geeske Banck und Anja Günther belegten nach zwei Siegen und anschließenden zwei Niederlagen den geteilten neunten Platz. Im Halbfinale setzten sich Larissa und Juliana gegen ihre Landsfrauen Maria Clara und Carol durch, besiegten im Finale wie in Polen die Chinesinnen Xue Chen / Zhang Xi und erreichten neben ihrem diesjährigen siebten Erfolg mit ihrem 36. FIVB World Tour Sieg überhaupt die Rekordmarke der bis dahin allein führenden Kerri Walsh und Misty May-Treanor. Im Spiel um den dritten Platz behielten die Salgado-Schwestern gegen Kessy und Ross die Oberhand.

### Åland Open (16. bis 21. August)
| Platz | Team                                            |
| ----- | ----------------------------------------------- |
| 1     | Xue Chen / Zhang Xi                             |
| 2     | Larissa França / Juliana Felisberta Silva       |
| 3     | Maria Antonelli / Talita Antunes                |
| 4     | Vivian Cunha / Taiana Lima                      |
| 5     | Jana Köhler / Julia Sude                        |
| 5     | Jennifer Kessy / April Ross                     |
| 7     | Simone Kuhn / Nadine Zumkehr                    |
| 7     | Cristine Santanna / Andrezza Martins das Chagas |

In Mariehamn besiegten Laboureur und Lehmann in der Country Quota Fischer und Großner, verloren jedoch anschließend gegen Jana Köhler und Julia Sude. Angelina Grün und Rieke Brink-Abeler konnten ihren norwegischen Erfolg nicht wiederholen und hatten gegen Stefanie Hüttermann und Anni Schumacher das Nachsehen. Beide erfolgreichen deutschen Teams überstanden auch die Qualifikation. In der ersten Hauptrunde verloren alle vier deutschen Teams, Hüttermann/Schumacher allerdings nur sehr knapp gegen die an Nummer Zwei gesetzten Maria Antonelli und Talita mit 13:15 im dritten Satz. Während die beiden Deutschen auch ihr nächstes Spiel nach drei Sätzen nicht gewinnen konnten, kam für Katrin Holtwick und Ilka Semmler nach einem Sieg in ihrem zweiten Spiel in erst der nächsten Runde das Aus. Die U23-Europameisterinnen von 2005, Jana Köhler mit ihrer derzeitigen Partnerin Julia Sude und Anja Günther an der Seite von Geeske Banck, konnten nach ihren Auftaktniederlagen jeweils die folgenden drei Partien für sich entscheiden. Banck und Günther verloren ihr nächstes Spiel und belegten im Abschlussklassement den geteilten neunten Platz. Sude und Köhler gewannen noch zwei weitere Begegnungen und erreichten mit dem geteilten fünften Platz ihr bestes Ergebnis bei einem Turnier der Weltserie bis zu diesem Zeitpunkt. Die Siegerinnen über das deutsche Team, Vivian Cunha und Taiana Lima, verloren ihr Halbfinale gegen ihre brasilianischen Landsfrauen Larissa und Juliana und das anschließende Spiel um den dritten Platz gegen Maria Antonelli und Talita Antunes. Turniersiegerinnen wurden die Chinesinnen Xue Chen und Zhang Xi.

### Den Haag Open (24. bis 29. August)
| Platz | Team                                      |
| ----- | ----------------------------------------- |
| 1     | Maria Antonelli / Talita Antunes          |
| 2     | Xue Chen / Zhang Xi                       |
| 3     | Angela Akers / Tyra Turner                |
| 4     | Sanne Keizer / Marleen Van Iersel         |
| 5     | Marloes Wesselink / Madelein Meppelink    |
| 5     | Larissa França / Juliana Felisberta Silva |
| 7     | Maria Tsiartsiani / Vasiliki Arvaniti     |
| 7     | Liesbet Van Breedam/Liesbeth Mouha        |

Die deutsche Elite startete nicht im Nachbarland, da sie bei den nationalen Meisterschaften am Timmendorfer Strand versammelt war. Wie schon in Finnland, versuchten Larissa und Juliana auch in den Niederlanden vergeblich, die alleinige Führung an FIVB Turniersiegen zu erreichen, die beiden Brasilianerinnen scheiterten an ihren Landsfrauen Antonelli/Talita und belegten mit den Niederländerinnen Meppelink/Wesselink den gemeinsamen fünften Platz. Deren Landsfrauen Keizer/Van Iersel erreichten zwar das Halbfinale, verloren dort jedoch gegen Talita Antunes und Maria Antonelli und auch das anschließende Spiel um den dritten Platz gegen Akers und Turner aus den USA. Deren chinesische Bezwingerinnen Xue Chen / Zhang Xi mussten sich im Finale den an Nummer Zwei gesetzten Brasilianerinnen geschlagen geben, die damit nach dem Erfolg in Marseille ihren zweiten Turniersieg bei der diesjährigen Tour erreichten.

### Sanya Open (26. bis 31. Oktober)
| Platz | Team                                          |
| ----- | --------------------------------------------- |
| 1     | Xue Chen / Zhang Xi                           |
| 2     | Sara Goller / Laura Ludwig                    |
| 3     | Jennifer Kessy / April Ross                   |
| 4     | Maria Clara Salgado Rufino / Carolina Solberg |
| 5     | Kerri Walsh / Nicole Branagh                  |
| 5     | Kristýna Kolocová / Markéta Sluková           |
| 7     | Angela Akers / Tyra Turner                    |
| 7     | Valeria Rosso / Marta Menegatti               |

Sowohl die vorzeitigen Tourgewinner 2010 Larissa/Juliana als auch deren Landsfrauen Talita und Antonelli waren beim vorletzten Turnier des Jahres in China nicht dabei. Stattdessen startete die Doppelolympiasiegerin und -weltmeisterin Kerri Walsh mit ihrer letzten Partnerin vor der Babypause Nicole Branagh ihr Comeback. In der Qualifikation konnten sich Borger/Büthe zwar zunächst durchsetzen, scheiterten jedoch in der zweiten Runde. Hüttermann und Schumacher verloren ihr erstes Spiel im Hauptfeld gegen Walsh und Branagh, in der nächsten Runde kam für die beiden Deutschen das Aus. Ebenso wie ihre Landsfrauen waren auch Angelina Grün und Rieke Brink-Abeler direkt für den Hauptwettbewerb qualifiziert, nach einem Sieg und zwei Niederlagen belegten sie den geteilten 17. Platz. Doris und Stefanie Schwaiger aus Österreich gewannen ihre ersten beiden Spiele, nach den beiden folgenden Niederlagen wurden sie mit drei anderen Paaren Neunte. Sara Goller und Laura Ludwig zogen ohne Niederlage ins Finale ein und bezwangen u. a. die amtierenden Weltmeisterinnen und die Doppelolympiasiegerin. Die beiden Hamburgerinnen konnten jedoch auch ihr viertes Finale dieser Saison und das fünfte ihrer Karriere nicht siegreich beenden, ihre Bezwingerinnen waren die Chinesinnen Xue Chen und Zhang Xi, die sich damit die dritte Goldmedaille im Jahr 2010 sicherten. Im Spiel um den dritten Platz besiegen die Weltmeisterinnen Kessy und Ross die brasilianischen Salgado-Schwestern, die zuvor Kerry Walsh und Nicole Branagh auf den fünften Platz verwiesen hatten.

### Phuket Thailand Open (2. bis 7. November)
| Platz | Team                                                 |
| ----- | ---------------------------------------------------- |
| 1     | Kerri Walsh / Nicole Branagh                         |
| 2     | Valeria Rosso / Marta Menegatti                      |
| 3     | Maria Clara Salgado Rufino / Carolina Solberg        |
| 4     | Sanne Keizer / Marleen Van Iersel                    |
| 5     | Sara Goller / Laura Ludwig                           |
| 5     | Liliana Fernández Steiner / Elsa Baquerizo Macmillan |
| 7     | Doris Schwaiger / Stefanie Schwaiger                 |
| 7     | Roos van der Hoeven / Jantine van der Vlist          |

Wie in China waren auch in Karon die beiden besten brasilianischen Teams nicht am Start. Die Deutschen Hüttermann/Schumacher scheiterten schon in der ersten Qualifikationsrunde, während Karla Borger und Britta Büthe nach drei Siegen im Hauptfeld startberechtigt waren. Wie Rieke Brink-Abeler und Angelina Grün verloren sie hier ihr erstes Spiel, blieben jedoch im direkten Vergleich mit den deutschen Rivalinnen erfolgreich, sodass die neunfache Hallenvolleyballerin des Jahres mit ihrer Partnerin im Gesamtklassement den geteilten 25. Platz belegte. Borger/Büthe verloren ihr nächstes Spiel und wurden 17. wie auch sieben andere Teams. Die österreichischen Schwestern Doris und Stefanie Schweiger erreichten nach drei Siegen und zwei Niederlagen so wie Van der Hoeven/Van der Vlist den siebten Platz. Die an Nummer 2 gesetzten Laura Ludwig und Sara Goller konnten die ersten drei Spiele gewinnen, verloren jedoch anschließend gegen Keizer/Van Iersel aus den Niederlanden und die Italienerinnen Rosso/Menegatti, dies ergab in der Endabrechnung den fünften Platz gemeinsam mit dem spanischen Paar Liliana und Baquerizo. Im Halbfinale standen mit Keizer und Van Iersel, Maria Klara und Carol, Rosso und Menegatti sowie Walsh und Branagh erst zum 20. Mal seit Beginn der Frauentour 1992 aber schon zum dritten Mal in Serie Teams aus vier verschiedenen Nationen. Während die bis dahin ungeschlagenen Niederländerinnen den aus dem Losers Bracket qualifizierten US-Amerikanerinnen unterlagen, mussten sich die ebenfalls bis hierher unbesiegten Brasilianerinnen den an Nummer 16 gesetzten Italienerinnen geschlagen geben. Im Finale gelang der Doppelolympiasiegerin Kerri Walsh in ihrem zweiten Turnier nach der Babypause gemeinsam mit Nicole Branagh der erste Sieg, Silber gewannen Rosso/Menegatti, die Bronzemedaille sicherten sich die Salgado-Schwestern durch ihren Zweisatzsieg über Keizer/Van Iersel.

## Auszeichnungen des Jahres 2010
| FIVB Tour Champion    | Larissa França / Juliana Felisberta da Silva |
| Team of the year      | Larissa França / Juliana Felisberta da Silva |
| Most Outstanding      | Juliana Felisberta da Silva                  |
| Sportsperson          | Misty May-Treanor                            |
| Top Rookie            | Markéta Sluková                              |
| Most Inspirational    | Denise Johns                                 |
| Most Improved Player  | Taiana Lima                                  |
| Best Blocker          | Juliana Felisberta da Silva                  |
| Best Hitter           | Larissa França                               |
| Best Offensive Player | Juliana Felisberta da Silva                  |
| Best Server           | Marleen Van Iersel                           |
| Best Setter           | Larissa França                               |
| Best Defensive Player | Xi Zhang                                     |

Quelle: